# Estadio Rat Verlegh
O Estádio Rat Verlegh é um estádio multi-usos que está situado em Stadionstraat 23, Breda, Países Baixos.  Habitualmente é utilizado para as partidas disputadas em casa do NAC Breda que durante muitos anos tem estado na Eredivisie. O estádio tem até 19 000 lugares e foi construído em 1996. O Rat Verlegh substituiu ao NAC Stadion.